# Ampen
Ampen ist ein Ortsteil von Soest in Westfalen. Mit über 1533 Einwohnern ist es eines der größeren Dörfer der Soester Börde und der größte Ortsteil von Soest, jedoch ursprünglich kein Kirchdorf, im Gegensatz etwa zu den benachbarten Ortsteilen Meiningsen und Ostönnen. Er profitiert u. a. von der verkehrsgünstigen Lage an der ehemaligen B 1 zwischen Soest und Werl. Seit 2015 sank die Einwohnerzahl von 1650 auf heute 1533 Personen.

## Geschichte

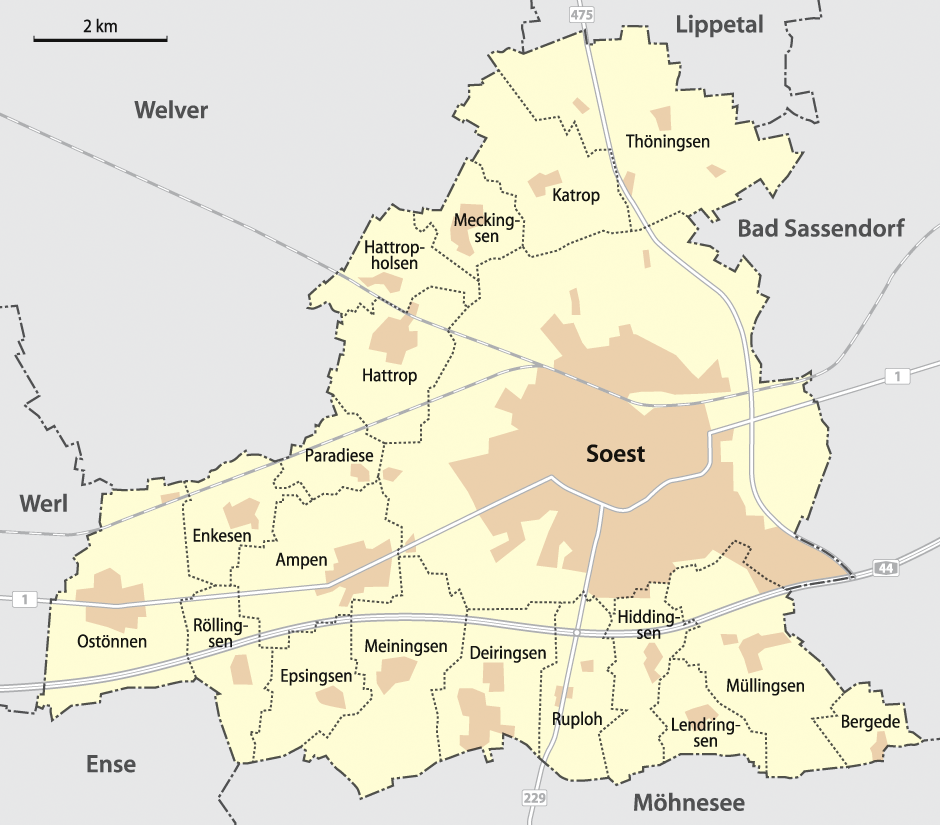
Soest und seine Ortsteile

Wie bei vielen Orten der Soester Börde, die uralter Siedlungsboden ist, geht auch die Geschichte von Ampen weit zurück. So wird Ampen bereits in einer der ältesten westfälischen Urkunden aus dem Jahr 833 als „Anadopa“ erwähnt. Am 1. Juli 1969 wurde Ampen nach Soest eingegliedert.

## Name
Der Name „Ampen“ ist eine Zusammenziehung aus dem Bestimmungswort (as.) anad, (mnd.) =n(e)d, ēnde „Ente“ und dem Grundwort -apa, das Gewässer in vielen Ortsnamen kennzeichnet. Die Name bedeutet also etwa: „Gewässer mit Enten“. „Lütgenampen“ bzw. „Lütgen Ampen“ als Bezeichnung für den östlichen, kleineren Teil von Ampen, stellt dem Ortsnamen zur Unterscheidung einen niederdeutschen Begriff voran, der in Norddeutschland als „lütt“ (klein) erhalten ist.

## Kultur und Sehenswürdigkeiten
- Kulturpfad Ampen
- Preußischer Meilenstein
- Dorfteich Vierspann mit Skulptur "Waschweiber" von Fritz Risken
- Skulptur "Galgenvögel" von Fritz Risken, Station 11 der Radroute "Wegmarken am Hellweg"[4]
- Ehrenfriedhof auf dem Ampener Friedhof

## Persönlichkeiten
- Andreas Heinrich Blesken, Autor, geboren am 9. August 1874 in Ampen, gestorben am 14. November 1959 in Bommern
- Kord Winter, freischaffender Bildhauer und Diplomdesigner, geboren 1954 in Dortmund, lebt seit 1990 in Ampen.

## Galerie

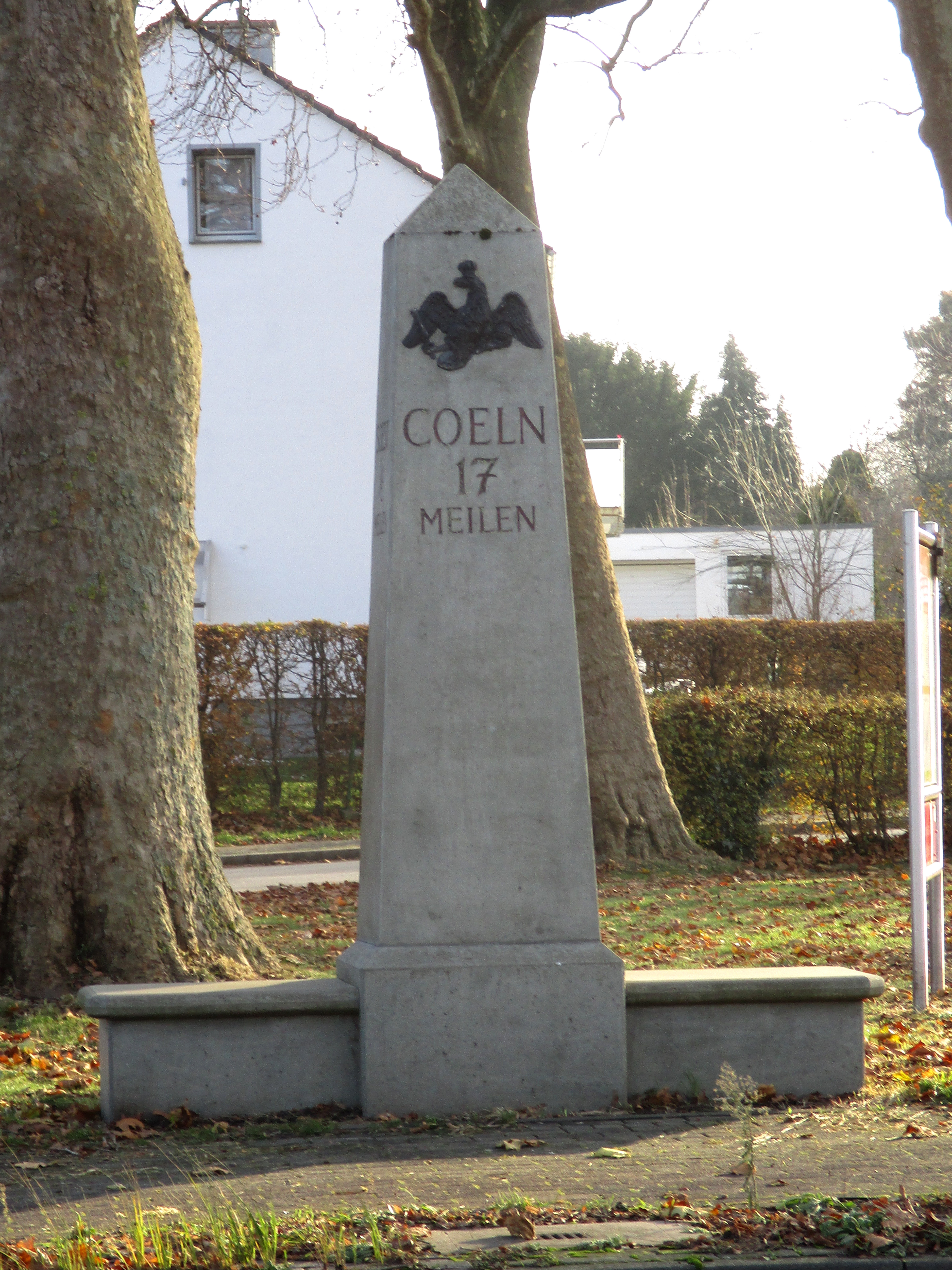
Nachbau des Postmeilensteins Nr. 17 der Coeln-Berliner-Staatschaussee
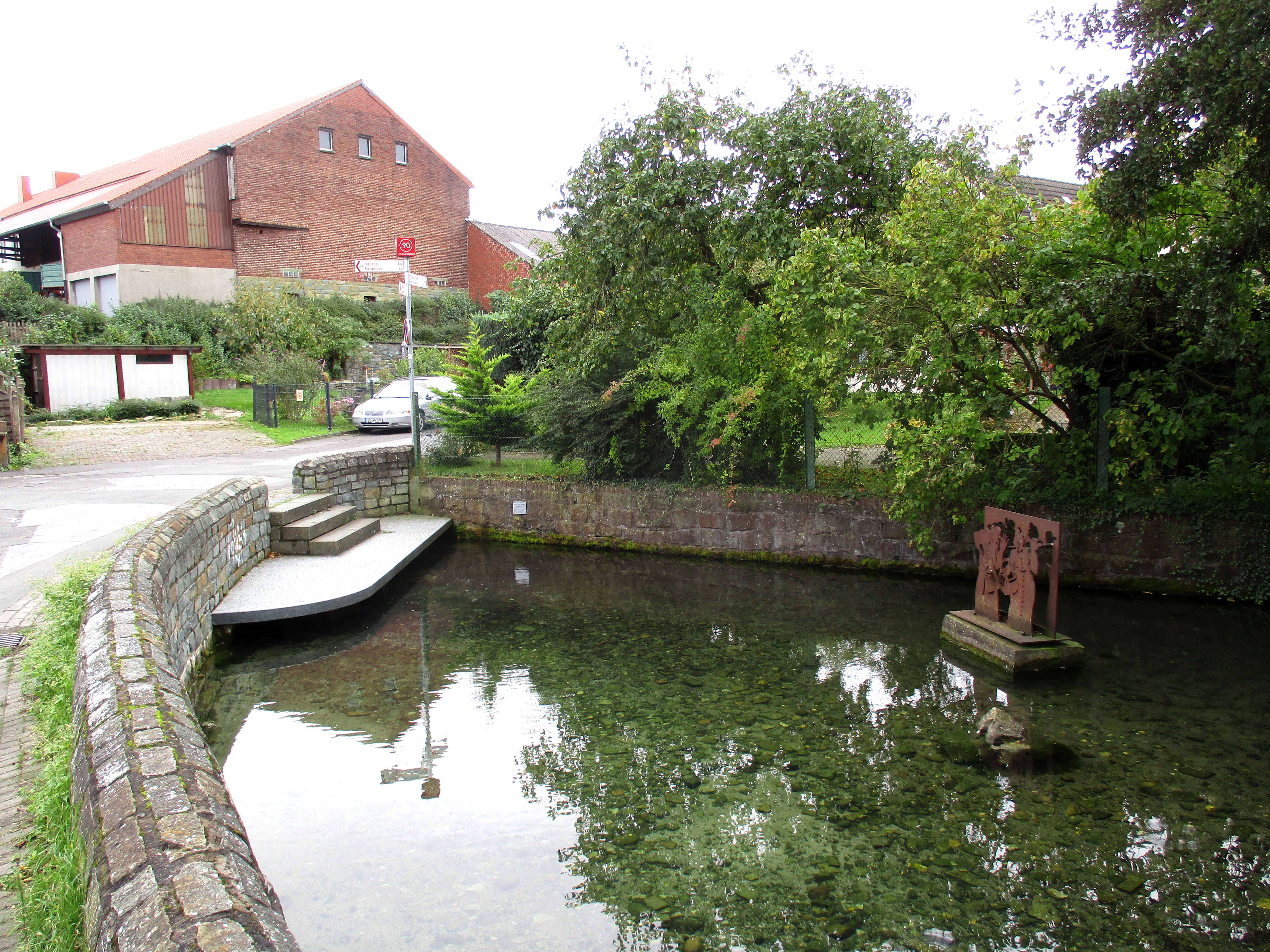
Dorfteich Vierspann
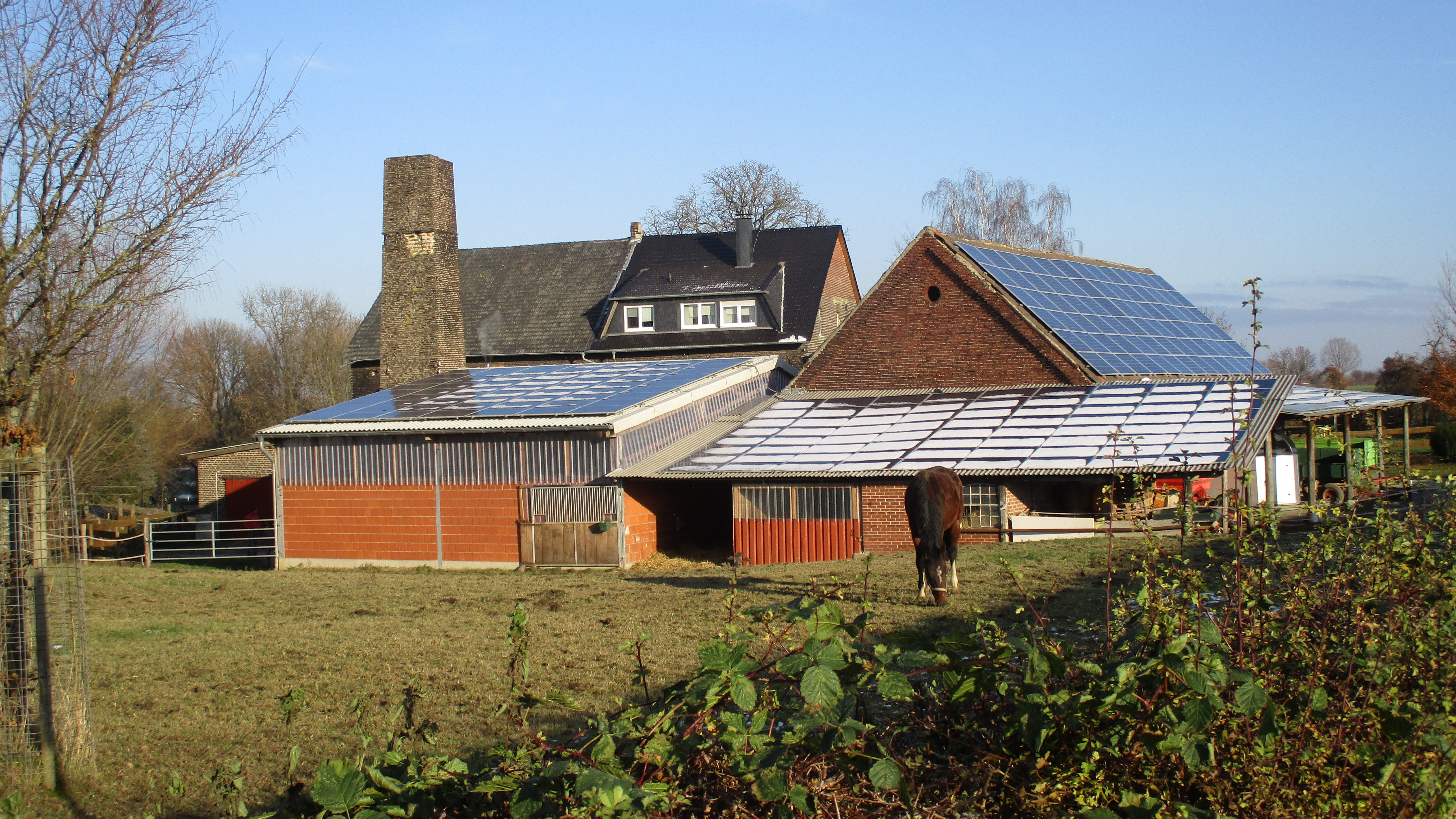
Behrens Mühle gehörte einem sehr innovativen Müller. Heute ist dort ein Reiterhof.
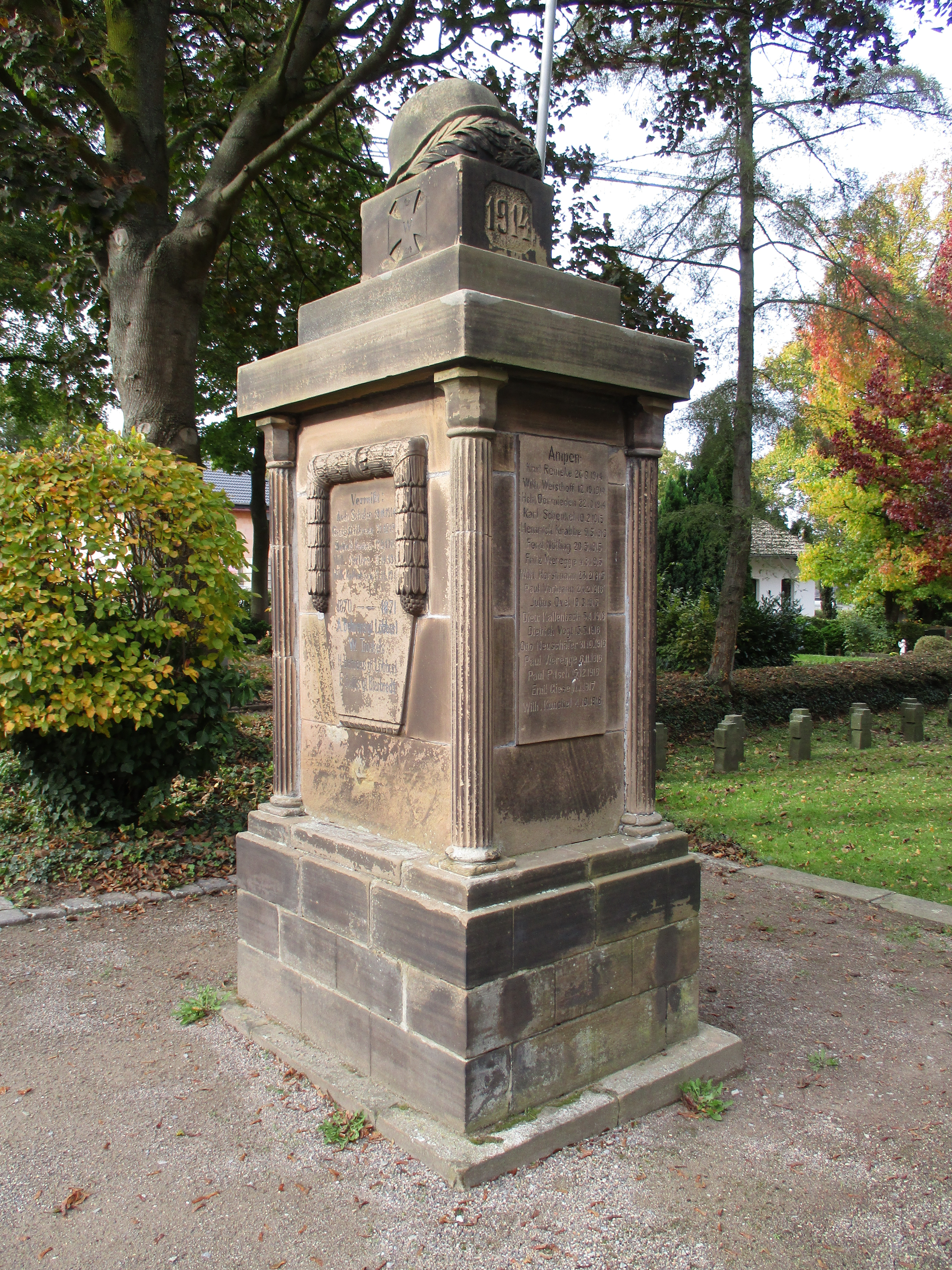
Ehrenmal auf dem Friedhof Ampen
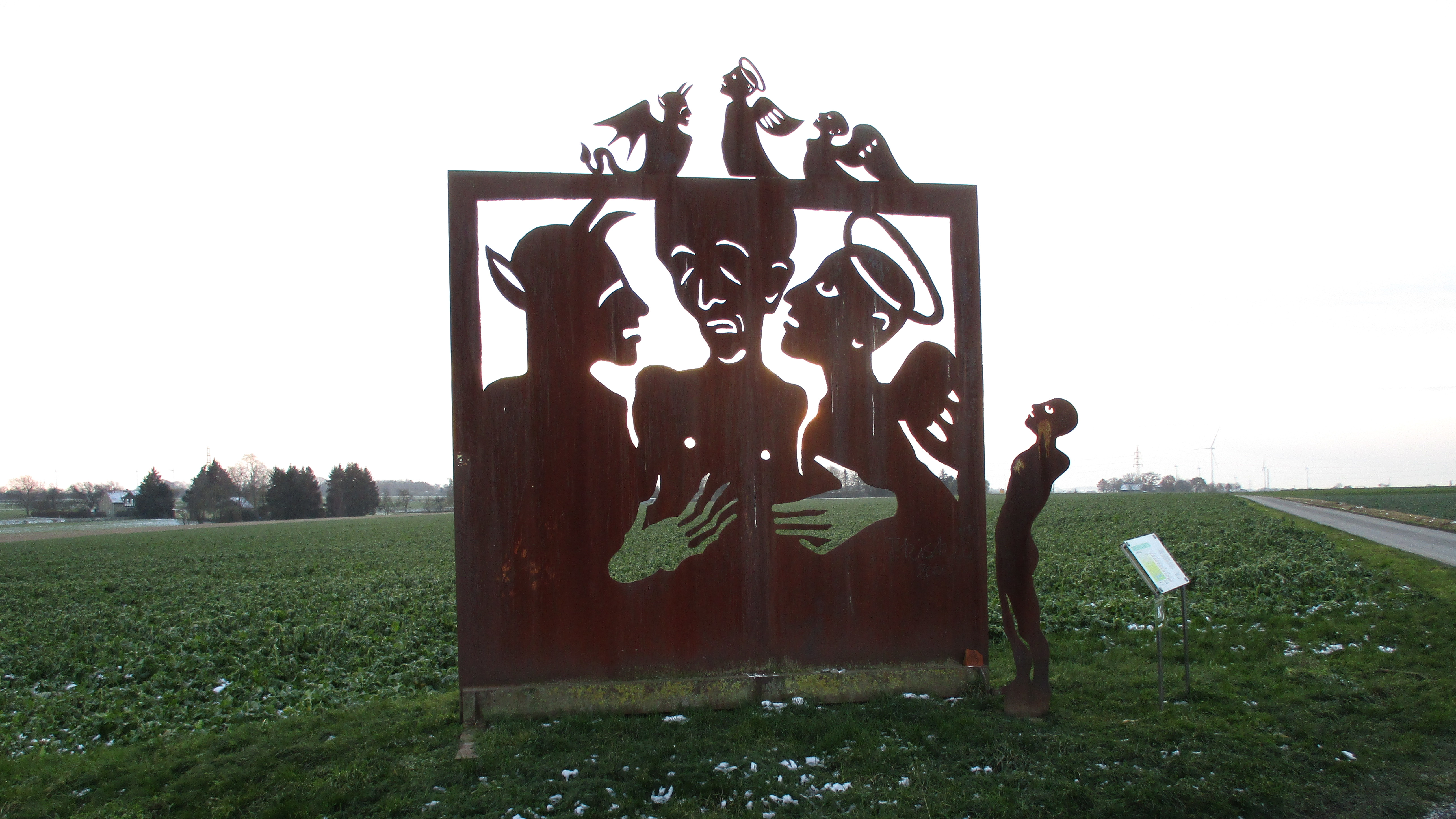
Wegmarke 11 – Galgenvögel von Fritz Risken